# The Coral
I Coral sono un gruppo rock britannico attivo dalla fine degli anni novanta. La musica del gruppo è un misto di country vecchio stile, psichedelia anni sessanta e folk con influenze rock.
Formatisi nel 1996 a Hoylake, paese vicino a Liverpool, per iniziativa di un gruppo di sei amici originari dello stesso quartiere, hanno conosciuto il successo già con il disco di esordio, The Coral (2002) e con il successivo Magic and Medicine (2003). Il loro disco d'esordio fu tra i candidati al Mercury Music Prize di quell'anno e fu votato quarto miglior album del 2002 dai lettori di NME. Nel 2008, dopo l'abbandono del chitarrista Bill Ryder-Jones, la band ha proseguito come quintetto. Nel 2011, dopo aver pubblicato sei album e diciassette singoli in otto anni (dal 2002 al 2010) la band ha iniziato un periodo di inattività. Il ritorno sulle scene avviene nel 2014 con il disco The Curse of Love, seguito nel 2016 da Distance Inbetween.
I Coral hanno sinora pubblicato dieci album in studio. Il loro singolo di maggior successo fuori dal confine britannico è stato In the Morning, una delle hit dell'estate del 2005.

## Formazione
Attuale
- James Skelly - voce e chitarra ritmica, percussioni (dal 1996)
- Ian Skelly - batteria (dal 1996)
- Paul Duffy - basso, sassofono e cori (dal 1996)
- Nick Power - organo, tastiera e cori (dal 1998)
- Paul Molloy - chitarra (dal 2015)
- Lee Southall - chitarra ritmica e cori (1996-2015, attualmente inattivo)

Ex componenti
- Bill Ryder-Jones - chitarra solista, basso e tromba (1996-2005, 2006-2008)

Turnisti
- David McDonnell – chitarra solista (2005)

## Discografia

### Album
- The Coral (29 luglio 2002) n. 5 UK
- Magic and Medicine (28 luglio 2003) n. 1 UK
- Nightfreak and the Sons of Becker (26 gennaio 2004) n. 5 UK
- The Invisible Invasion (23 maggio 2005) n. 3 UK
- Roots and Echoes (6 agosto 2007)
- Butterfly House (12 luglio 2010)
- The Curse of Love (20 ottobre 2014)
- Distance Inbetween (4 marzo 2016)
- Move Through the Dawn (10 Agosto 2018)
- Coral Island (2021)
- Sea Of Mirrors (2023)
- Holy Joe’s Coral Island Medicine Show (2023)

### Raccolte
- The Singles Collection (15 settembre 2008)

### EP
- Shadows Fall (luglio 2001) - Limited edition EP
- The Oldest Path (dicembre 2001) - Limited edition EP
- Skeleton Key (aprile 2002) - Limited edition EP
- Calendars & Clocks EP (2004)
- iTunes Festival: London (2007)

### Singoli
da The Coral
- Lug 2002 - Goodbye - n. 21 UK
- Ott 2002 - Dreaming of You n. 13 UK

da Magic and Medicine
- Mar 2003 - Don't Think You're the First - n. 10 UK
- Lug 2003 - Pass It On - n. 5 UK
- Ott 2003 - Secret Kiss - n. 25 UK
- Nov 2003 - Bill McCai - n. 23 UK

da The Invisible Invasion
- Mag 2005 - In the Morning - n. 6 UK
- Ago 2005 - Something Inside of Me - n. 41 UK

da Roots and Echoes
- Lug 2007 - Who's Gonna Find Me
- Set 2007 - Jacqueline
- Gen 2008 - Put The Sun Back
- - Being Somebody Else

da Butterfly House
- 1000 Years
- More than a Lover
- Walking in the Winter
- Two Faces

da Distance Inbetween
- Chasing the Tail of a Dream